# 蘭開斯特考特 (特拉華州)
蘭開斯特考特（英語：Lancaster Court）是位於美國特拉華州紐卡斯爾縣的一個非建制地區。該地的面積和人口皆未知。

## 地理
蘭開斯特考特的座標為39°45′05″N 75°35′59″W / 39.75139°N 75.59972°W，而該地的平均海拔高度為39米（即128英尺）。